# Schloss Cheverny

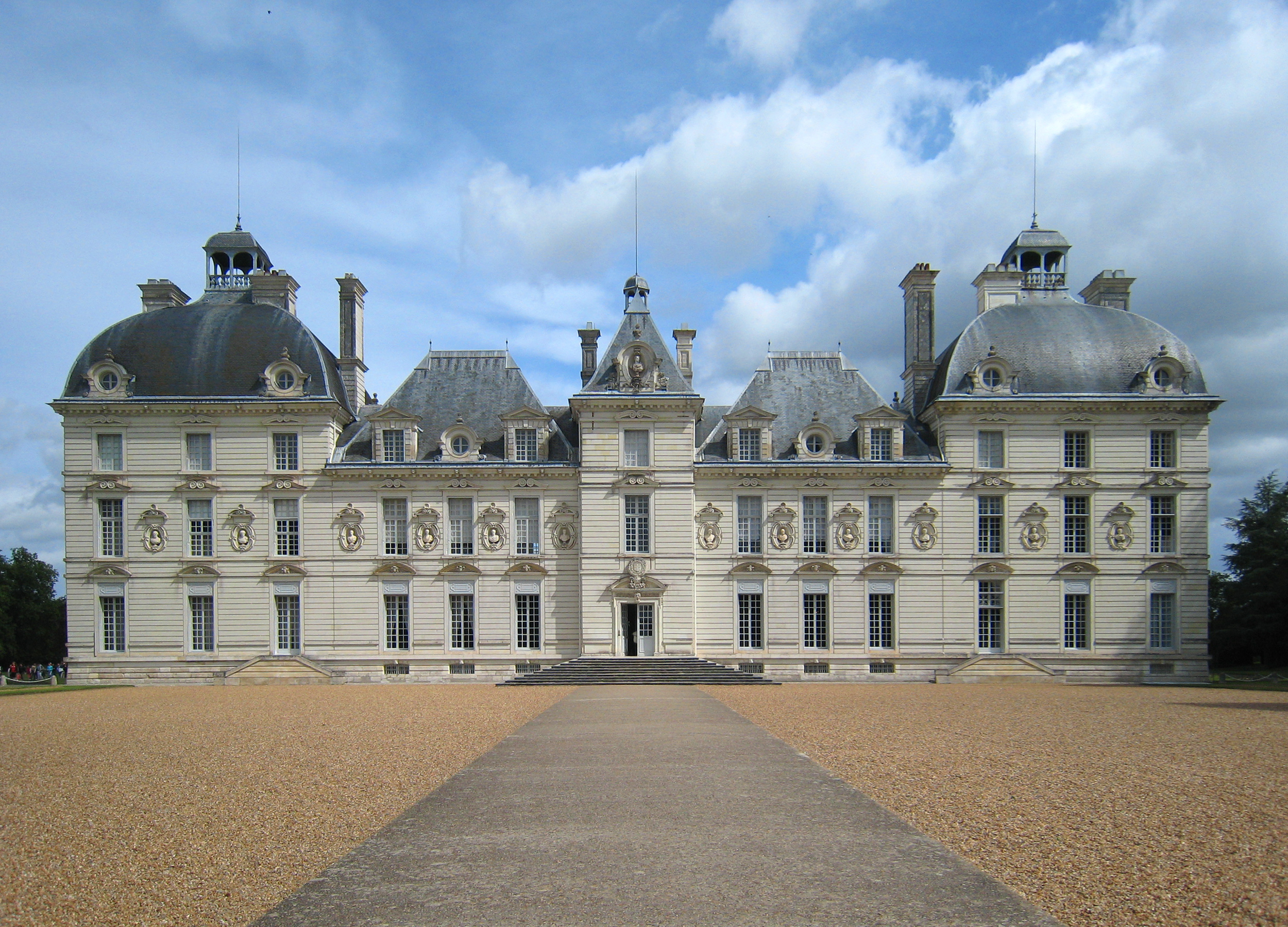
Schloss Cheverny

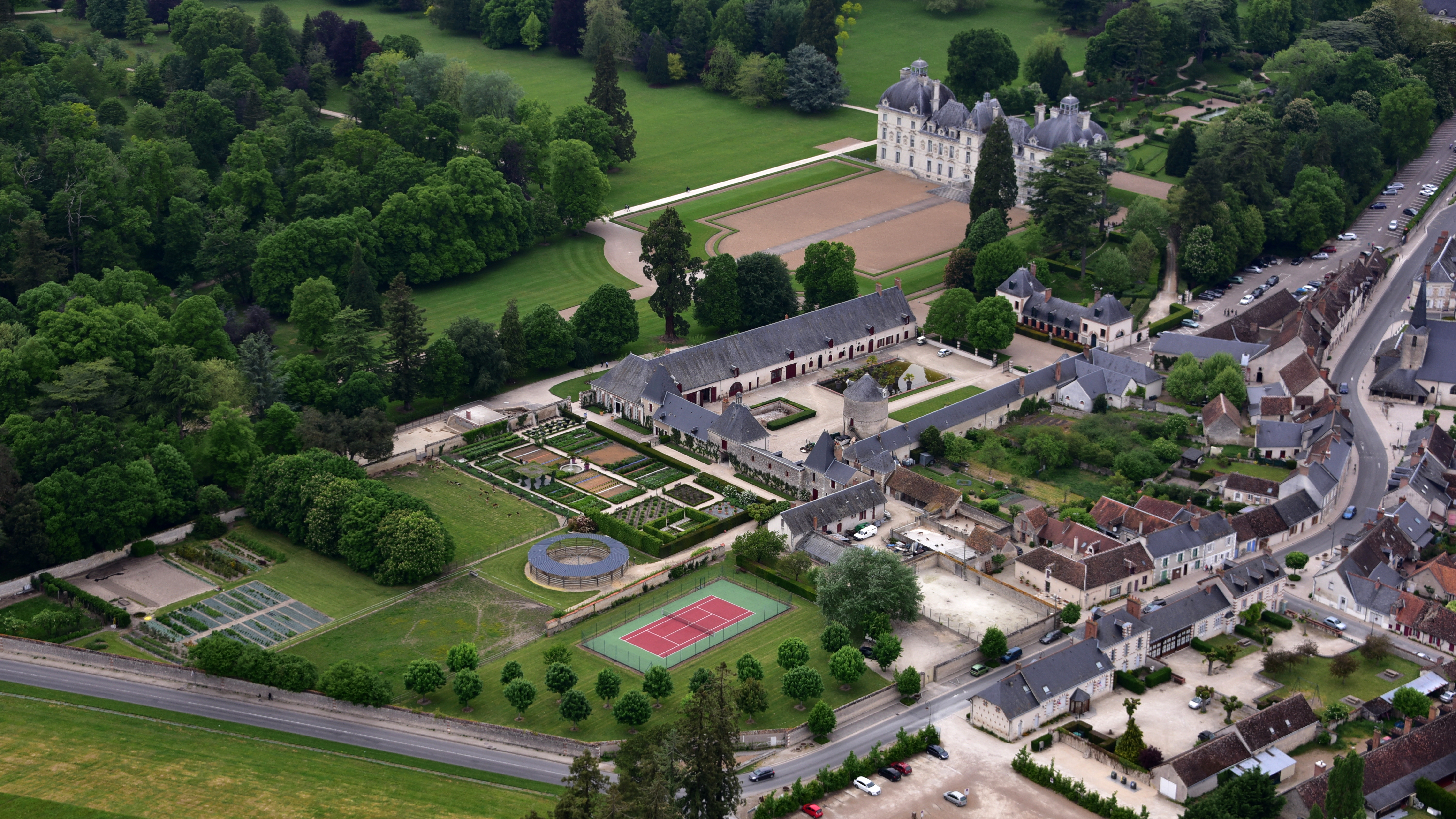
Luftaufnahme (2016)

Schloss Cheverny ist ein Loireschloss in der Gemeinde Cheverny, wenige Kilometer südlich der Stadt Blois im Département Loir-et-Cher der Region Centre-Val de Loire in Frankreich.

## Bauwerk
Das Schloss wurde für den Grafen Henri Hurault, Generalbevollmächtigter für das Gouvernement Orléans und Vogt von Blois, zwischen 1620 und 1630 im frühen und strengen klassizistischen Barockstil errichtet und wird noch heute von seinen Nachkommen, der Familie Hurault de Vibraye, bewohnt. Bauleiter war der Architekt Jacques Bougier aus Blois. Der Dekorationsmaler für das Schloss war Jean Monier.
Schloss Cheverny galt lange als flügelloses Schloss mit bossiertem Mauerwerk, weil man von den bis ins 18. Jahrhundert vorhandenen Seitenflügeln und von der Hofeinfassung nichts wusste. Ansonsten ist das Bauwerk eine einst in die Moderne weisende Pavillonanlage, wobei jeder Pavillon einem bestimmten Zweck dient: Treppenhaus (zentraler Pavillon), Wohnräume (Seitenpavillons), zu beiden Fassaden hin durchfensterte Säle (mittlere, kleinere Pavillons).

## Interieur

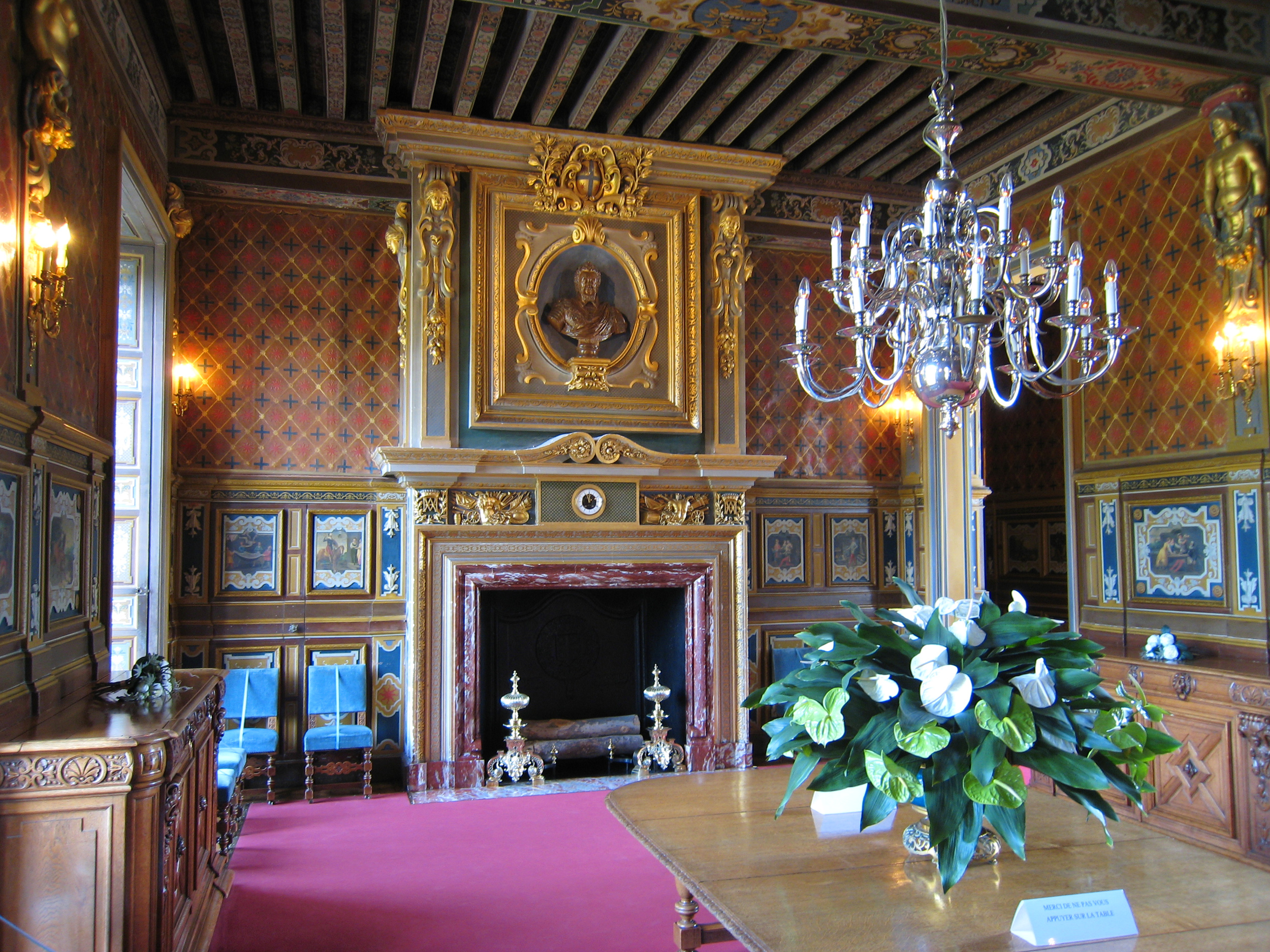
Speisesaal

Die Innenausstattung des Schlosses ist eine der bedeutendsten aus der Zeit um 1640.

### Speisesaal
Der Speisesaal wurde im 19. Jahrhundert für die großen Diners und feierlichen Empfänge teilweise neu gestaltet. Die Ausstattung lehnt sich an die Dekorationen des 17. Jahrhunderts an: Decken und Wände sind mit Leder bespannt und tragen die Familienwappen der Huraults (azurblaues Kreuz und rote Sonne); der offene Kamin mit einer Büste König Heinrichs IV. ist mit Feingold verziert.
In die Wandverkleidung sind Gemälde von Jean Monier eingelassen, die sich thematisch an dem Roman Don Quichotte von Cervantes orientieren, der im 17. Jahrhundert sehr in Mode war. Jean Monier fiel bereits in jungen Jahren der Königin Maria von Medici in Blois auf. Er studierte 8 Jahre lang in Italien, bevor in Paris für die Königin arbeitete. 1640 begann er mit der Dekoration von Schloss Cheverny.

### Ehrentreppe
Die Ehrentreppe mit geradem Lauf und einem Podest auf halber Etagenhöhe lässt den Einfluss der italienischen Renaissance im Loiretal erkennen. Das elegante Dekor ist in den weißen Tuffstein gehauen. Die verwendeten Motive waren unter Ludwig XIII. sehr beliebt; dazu gehören Balustraden, Girlanden, kriegerische Sinnbilder sowie die verschiedenen Künste (Geographie, Architektur, Musik, Poesie, Malerei und Bildhauerei).

### Privatgemächer

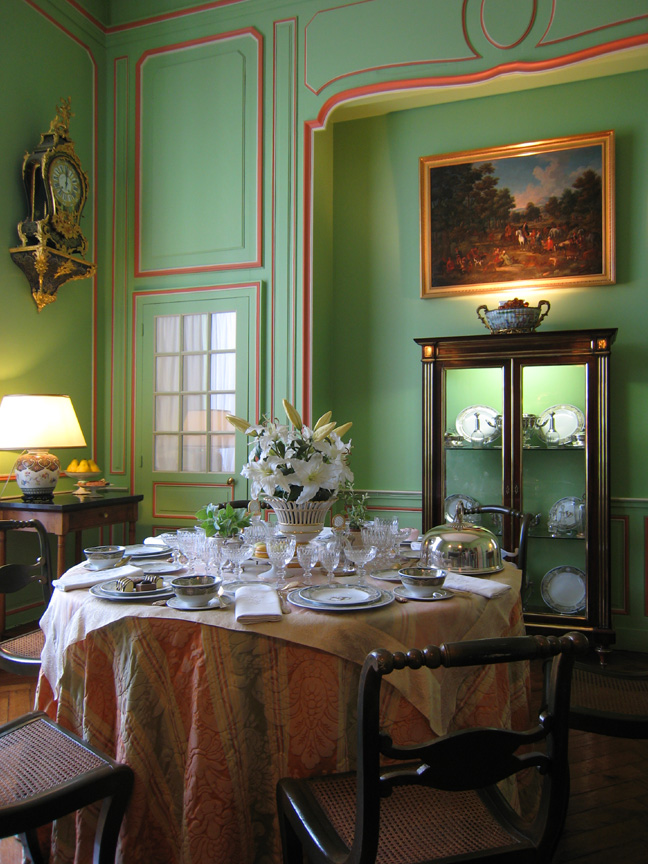
Esszimmer

Neben der Gemäldegalerie mit ihren Erinnerungs- und Familienbildern können auch die bis 1985 bewohnten Privaträume besichtigt werden. Im Gelben Zimmer, auch „Geburtszimmer“ genannt, konnten die jungen Mütter ihre Neugeborenen empfangen und der Familie präsentieren. An diesen Raum schließen sich ein kleines rotes Boudoir, ein Kinderzimmer, das Zimmer der Eheleute, das Esszimmer der Familie und der Kleine Salon an.

### Waffensaal
Dieser Saal, der größte des Schlosses, hat seine Abmessungen und seine ursprüngliche, von Jean Monier im 17. Jahrhundert gemalte Dekoration bewahrt. Sehenswert ist die Balkendecke „à la francaise“. Die Wandtäfelung ist mit verschiedenen Blumenmotiven und Wahlsprüchen, Scherzfragen und Wortspielen in Latein verziert, die in der damaligen Zeit sehr in Mode waren. Auf dem geschnitzten und vergoldeten Kamin rahmen die Götter Merkur und Venus die Liebesgeschichte von Adonis ein, mit dem Tod von Adonis in der Mitte, ebenfalls von Jean Monier gemalt.
Dem Kamin gegenüber hängt ein Wandteppich aus dem 17. Jahrhundert, den seine frischen Farben auszeichnen. Dargestellt ist eine Episode aus der griechischen Sagenwelt: die Entführung von Helena, der Gattin des Königs Menelaos von Sparta, durch den trojanischen Prinzen Paris. Dieses Ereignis löste den Trojanischen Krieg aus.

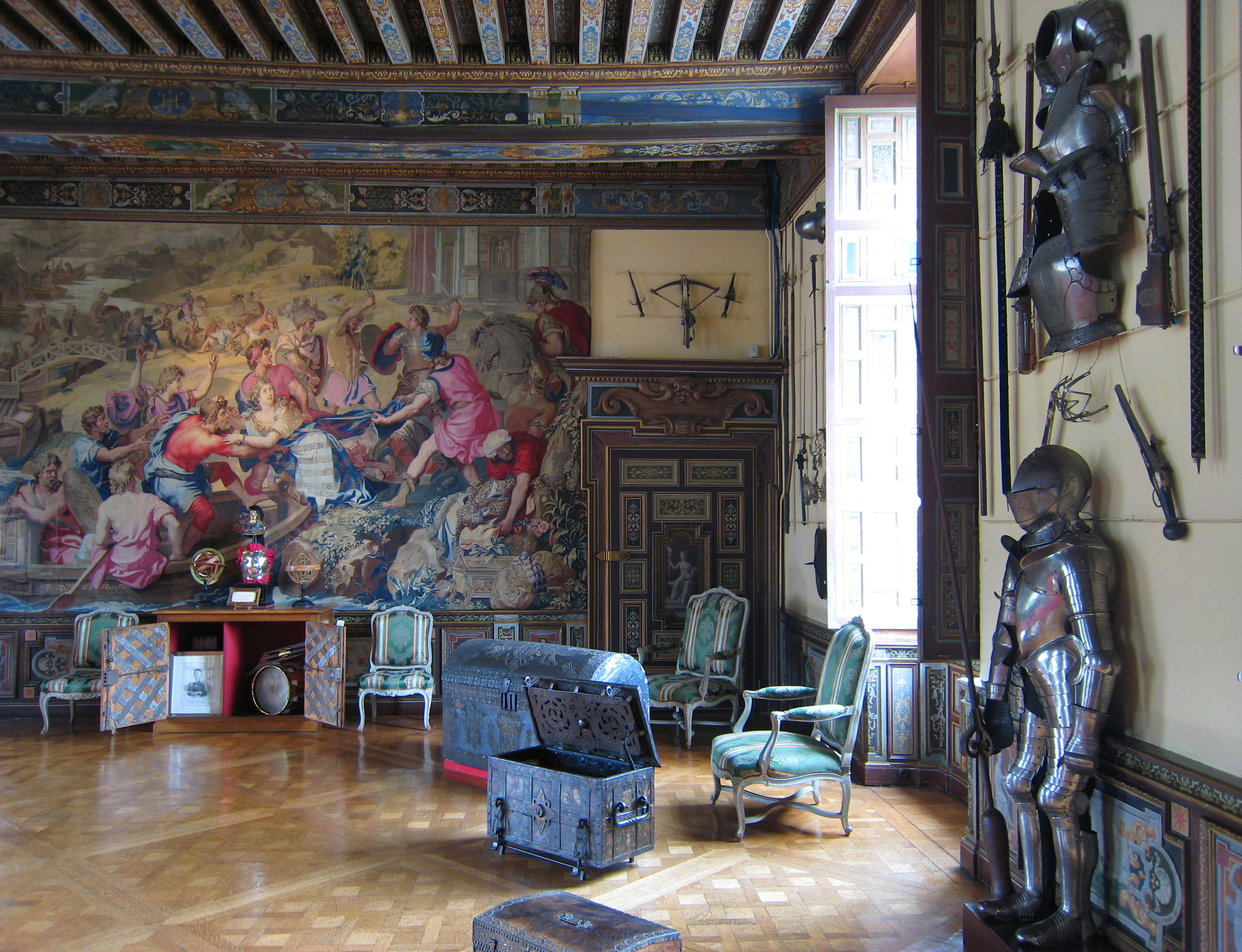
Waffensaal

Die ausgestellte Waffenkollektion stammt aus dem 15. und 16. Jahrhundert (zweihändige Schwerter, Rüstungen, Hellebarden) sowie aus dem 17. Jahrhundert (Schwerter, Armbrüste, Arkebusen und Pistolen). Unterhalb des Wandteppichs ist die Rüstung des Grafen von Chambord zu sehen, die für ihn angefertigt wurde, als er 4 Jahre alt war. Die Truhen und Reisekoffer stammen aus dem 17. Jahrhundert; der lederbezogene Koffer mit den Wappen von Frankreich und Navarra gehörte König Heinrich IV. Der leere Koffer wiegt allein 70 kg.

### Schlafzimmer des Königs
Dieses prunkvolle Zimmer zu Ehren des Königs war hohen Gästen vorbehalten. Die Malereien erzählen Geschichten voll Abenteuer und Romantik. Auf dem Kamin, der Türoberseite und auf der Kassettendecke hat Jean Monier die Geschichte von Perseus und Andromeda dargestellt. An der Unterseite der Wände befinden sich 30 Szenen der bewegenden Liebesgeschichte von Theagenes und Chariclea, ein Roman aus dem alten Griechenland, der in der Renaissance sehr beliebt war.
Die sechs Wandteppiche aus dem frühen 17. Jahrhundert haben die Odyssee zum Thema. Ihre dekorativen Bordüren sind die schönsten, die aus dieser Epoche bekannt sind. Das große Himmelbett aus dem 16. Jahrhundert ist mit bestickter persischer Seide bespannt. Die Stühle sind im Stil Ludwigs XIII., die Sessel in dem Ludwigs XIV. Sie sind bezogen mit gewebten Stoffen aus Aubusson, der berühmten Manufaktur, die unter dem Minister Jean-Baptiste Colbert zur königlichen Manufaktur erhoben wurde.

### Großer Salon
Die Salons des Schlosses wurden in den letzten 150 Jahren von den jeweiligen Schlossherren restauriert, eingerichtet und bewohnt. Die reichhaltige Kollektion von Gemälden und Möbeln vermittelt einen Einblick in die Geschichte des französischen Kunstgewerbes.

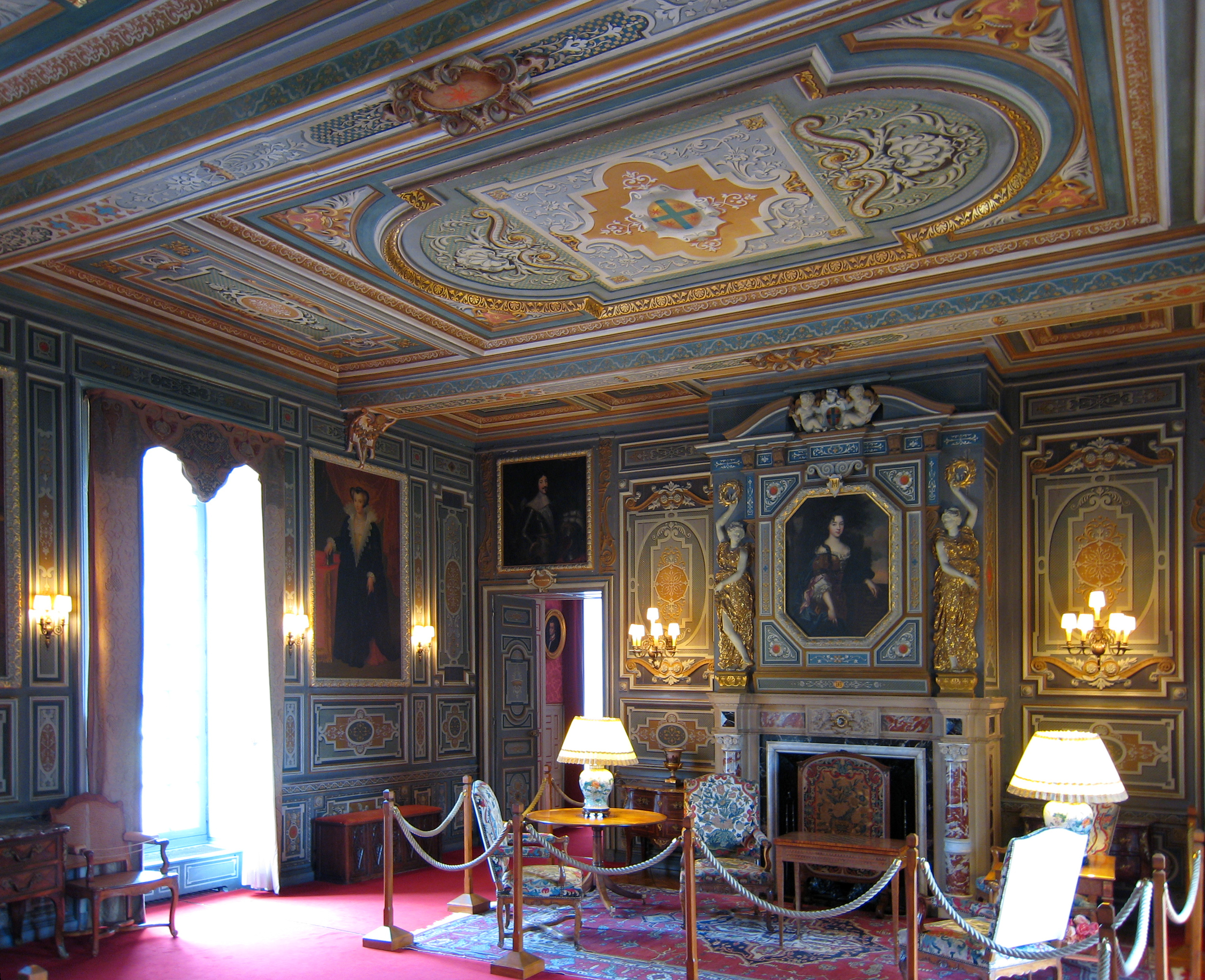
Großer Salon

Der zum Teil im 19. Jahrhundert restaurierte große Salon zeigt sich im ursprünglichen Dekor. Die Ahnengalerie ehrt die ersten Grafen von Cheverny: am Eingang links zwischen den Fenstern auf der Südseite: Kanzler Philippe Hurault (Vater von Heinrich, dem Erbauer des Schlosses) und seine Gattin Anna de Thou; zwischen den Fenstern auf der Nordseite: die Tochter Heinrichs, Elisabeth, im Jagdkostüm, und links ihr Gatte, der Marquis de Montglas; auf dem Kamin: Elisabeths Schwiegertochter, Marie-Johanne de la Carre Saumery, gemalt von Mignard, dem Maler der Königin Anna von Österreich.
Über den Türen befinden sich die Porträts von Persönlichkeiten, die mit der Geschichte von Cheverny verbunden sind; die Bildnisse König Ludwigs XIII. (dessen Offizier Heinrich war) und Königin Anna von Österreich hängen gegenüber denen des Bruder des Königs, Gaston von Orleans, und dessen Tochter, Anna von Orleans, Herzogin von Montpensier.
Gegenüber dem Kamin umrahmen zwei kostbare Gemälde den Spiegel; das Porträt Cosimos von Medici, künftiger Großherzog von Toskana (dessen Vater für Franz I. gegen Karl V. Partei ergriff), wird Tizian zugeschrieben. Rechts davon hängt das Porträt Johannas von Aragon, der unehelichen Enkelin von Ferdinand I. (Bruder und Nachfolger des deutschen Kaisers Karl V.), das aus dem Atelier des italienischen Malers Raffael stammt.
Die Möbel des Großen Salons stammen aus dem 17. und 18. Jahrhundert; dazu gehören Sessel aus der Zeit Ludwigs XIV., eine sehr seltene Schreibkommode Ludwigs XIV. sowie ein Schreibtisch Ludwigs XVI., hergestellt von Stockei, dem Kunsttischler der Königin Marie Antoinette.

## Traditionelles Jagdrecht

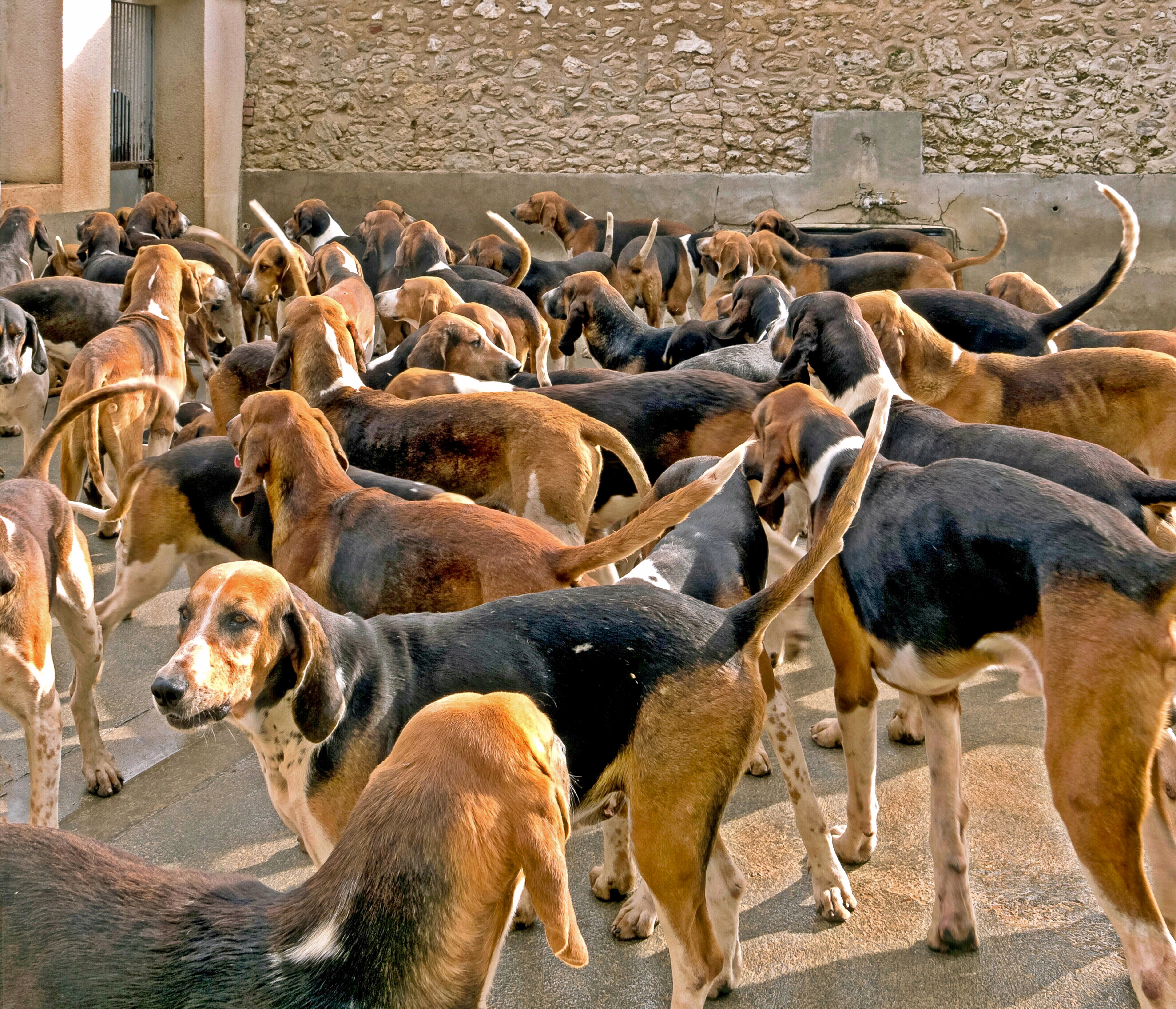
Die Jagdhunde vor der Fütterung

Berühmt ist die Meute von rund 100 Jagdhunden, die sich der Schlossherr noch heute hält. Die dreifarbigen Hunde sind eine Züchtung aus englischem Foxhound und französischem Poitevin. Als Touristenattraktion findet jeden Tag außerhalb der Jagdsaison eine spektakuläre Fütterung statt. Trotz des allgemeinen Verbots der französischen Jagd hat der Eigentümer des Schlosses auch heutzutage noch das Recht, jedes Jahr Parforcejagden auf bis zu 25 Hirsche auszuüben.

## Trivia
Das Schloss diente dem Comiczeichner Hergé als Vorbild für Schloss Mühlenhof, den späteren Wohnsitz von Kapitän Haddock in den Geschichten von Tim und Struppi. Bei Schloss Mühlenhof wurde aber ein Teil der Seitenflügel weggelassen. Seit 2001 gibt es eine Tim-und-Struppi-Ausstellung in einem Nebengebäude von Schloss Cheverny, die wie alle in Zusammenhang mit diesem Comic vermarkteten Produkte offiziell von der Fondation Hergé unterstützt wird.